# Cruzeiro Esporte Clube (futebol feminino)
O Cruzeiro Feminino é a equipe de futebol feminino do Cruzeiro Esporte Clube, associação polidesportiva brasileira, com sede em Belo Horizonte, Minas Gerais. A equipe manda seus jogos no Estádio das Alterosas, no Sesc Venda Nova. 
Em sua primeira temporada como um clube profissional, em 2019, a equipe fez uma campanha de destaque e alcançou o acesso à elite do futebol feminino ao conquistar o segundo lugar no Campeonato Brasileiro Feminino A2. Além disso, a equipe sagrou-se campeã mineira de forma invicta.

## História
O Cruzeiro jogou sua primeira partida na história, no ano de 1983, após o fim da proibição imposta pelo Governo Federal no ano de 1941onde o presidente Getúlio Vargas baixou o Decreto-Lei 3.199, art 54, que proibia as mulheres de praticar esportes que não fossem "adequados a sua natureza"   . Após jogar o campeonato mineiro de 1983, o proximo registro da equipe mineira, só foi ocorrer em 2001 onde o Cruzeiro foi campeão mineiro pela primeira vez, ainda de forma amadora . A equipe feminina do Cruzeiro foi criada oficialmente através da medida de incentivo ao futebol feminino imposta pela Conmebol, que exigia que as agremiações que quisessem participar das competições continentais deveriam manter um elenco profissional feminino que disputasse competições oficiais, e também pelo menos um time que disputasse competições de base. Dessa forma, no dia 18 fevereiro de 2019, foi acertada a contratação de Bárbara Fonseca, que ficou encarregada de coordenar a montagem da equipe.
“O Cruzeiro administrará sua própria equipe, não há aquela parceria que outros clubes fizeram. A nossa equipe busca no mercado atletas de potencial mais apurado para formar o time. Eu estou realizando um trabalho de cigana, atuando externamente e buscando essas jogadoras”, disse Bárbara.
No dia 27 de fevereiro de 2019, o clube apresentou a equipe comandada pelo técnico Hoffmann Túlio, em evento realizado no Complexo Esportivo da PUC Minas, local utilizado como centro de treinamento.

### 2019
Nessa temporada, o Cruzeiro conseguiu o acesso à elite do futebol feminino, com uma excelente campanha. Em 13 jogos, a raposa obteve dez vitórias, um empate e duas derrotas, sendo derrotada na final pela equipe do São Paulo. 
As cabulosas estrearam de forma oficial no dia 27 de março de 2019 contra a equipe do Taubaté, em partida válida pela primeira rodada do Campeonato Brasileiro Feminino A2. A equipe celeste foi derrotada pelo placar de dois a um. A atacante Vanessinha foi a responsável por marcar o primeiro gol da equipe, aos 44 minutos da segunda etapa.
No Campeonato Mineiro a equipe conquistou no mesmo ano o título mineiro de forma invicta, vencendo oito jogos e empatando apenas um, na final contra o América Futebol Clube (que era até então o tricampeão da competição). A vitória veio na cobrança de pênaltis.

### 2020
Na sua primeira participação na divisão principal do Campeonato Brasileiro Feminino, o Cruzeiro ocupou a 10ª posição na primeira fase, não conseguindo avançar às finais. 
Disputado após o brasileirão, a equipe celeste ficou com o vice-campeonato no Campeonato Mineiro, perdeu a final nos pênaltis para o seu maior rival, Atlético Mineiro.

### 2021
No Campeonato Brasileiro Feminino, o Cruzeiro terminou a primeira fase na 11ª posição, não conseguindo a classificação para a fase seguinte. 
Foi também em 2021 que as torcidas de 16 agremiações do Brasileirão Feminino incluindo a do Palmeiras lançaram a hashtag #elastemnome nas redes sociais para simbolizar uma campanha que pedia a utilização do nome das jogadoras desses times em suas camisas de jogo 
Entre os meses de setembro e novembro, as cabulosas disputaram o Campeonato Mineiro. O time terminou a primeira fase em primeiro lugar e derrotou o Ipatinga nas semifinal. Mais uma vez terminou na segunda colocação, perdendo a final para o Atlético Mineiro por 1 a 0.

### 2022
A equipe celeste terminou o Campeonato Brasileiro Feminino na 12ª posição, não se classificando para a fase seguinte.
No segundo semestre, o time ficou novamente com o vice-campeonato do Campeonato Mineiro, perdendo a final nos pênaltis para o Atlético Mineiro.

### 2023
Neste ano, o Cruzeiro se classificou para a segunda fase do Brasileiro Feminino após terminar a primeira fase na oitava posição, com 22 pontos em 15 jogos. Na segunda fase, o Cruzeiro enfrentou o Corinthians, que havia sido o líder da primeira fase, com 37 pontos. O primeiro jogo foi realizado no dia 16 de junho, no estádio Soares de Azevedo, em Muriaé, Minas Gerais. O Corinthians venceu a partida com um gol de Gabi Zanotti, aos 30 minutos do primeiro tempo, e nos acréssimos do segundo tempo Victoria fez o segundo gol do clube paulista. Já o gol do Cruzeiro foi marcado pela Marília aos 45 minutos do primeiro tempo.  O segundo jogo foi realizado no dia 26 de junho, no Parque São Jorge, em São Paulo. O Corinthians venceu a partida e derrotou o clube mineiro por 4 a 2 que não conseguiu se classificar para a terceira fase da competição. 
Já no Campeonaro Mineiro Feminino o Cruzeiro se sagrou o campeão após vencer o Atlético Mineiro na final por 1 a 0 na Arena Independência em Belo Horizonte - MG . De forma invícta  o time celeste levantou o troféu de campeonato mineiro pela segunda vez em sua história com gol da Byanca Brasil, a artilheira da competição com 12 gols, 3 a mais que Ana Caroline também jogadora do clube .

### 2025
No dia 7 de março de 2025, o Cruzeiro e a Adidas lançaram oficialmente a nova camisa principal do clube para a temporada. Pela primeira vez na história, a estreia do uniforme aconteceu com o time feminino.
Além disso, a nova camisa marca o retorno do escudo fechado do clube. Nas últimas temporadas, o Cruzeiro vinha utilizando as estrelas soltas na camisa, mas agora volta a adotar o escudo clássico, que remete a conquistas históricas como a Tríplice Coroa.
A apresentação do novo manto celeste ocorreu em uma partida contra o Bahia, válida pela Supercopa do Brasil. As Cabulosas venceram por 1 a 0, com gol marcado pela atacante Letícia Ferreira.

## Títulos oficiais
|  | Competição         | Títulos | Temporadas       |
|  | ------------------ | ------- | ---------------- |
|  | Campeonato Mineiro | 3       | 2019 2023 e 2024 |

 - Campeão invicto

## Elenco atual
Última atualização: 14 de junho de 2024.